# ييبي كورث
ييبي كورث (بالدنماركية: Jeppe Curth)‏ (21 مارس 1984 في الدنمارك - ) هو لاعب كرة قدم دانمركي في مركز الهجوم. شارك مع منتخب الدنمارك تحت 17 سنة لكرة القدم ومنتخب الدنمارك تحت 18 سنة لكرة القدم ومنتخب الدنمارك تحت 19 سنة لكرة القدم ومنتخب الدنمارك تحت 20 سنة لكرة القدم ومنتخب الدنمارك تحت 21 سنة لكرة القدم ومنتخب الدنمارك لكرة القدم. أما مع النوادي، فقد لعب مع فاينورد ونادي أوبه ونادي إكسلسيور ونادي ميتييلاند والبورك بولدسبيلكلوب ‏ ونادي فيبورج.

## روابط خارجية
- ييبي كورث على موقع قاعدة بيانات كرة القدم.إي يو (الإنجليزية)
- ييبي كورث على موقع Soccerway.com (الإنجليزية)
- ييبي كورث على موقع عالم كرة القدم.نت (الإنجليزية)